# Concilio de Rímini
El Concilio de Rimini se inauguró a principios de julio de 359, con más de cuatrocientos obispos. Cerca de ochenta de ellos eran semiarrianos, incluyendo a Ursacio de Singidunum, Germinio, y Auxentio, retirado de los obispos ortodoxos, el más eminente de los cuales era Restituto de Cartago; el Papa Liberio, San Eusebio de Vercelli, Dionisio de Milán y otros se encontraban aún en el exilio. 
Las dos partes enviaron delegaciones separadas al emperador: los ortodoxos afirmando claramente su tenaz adhesión a la fe de Nicea, mientras que la minoría arriana se adhería a la fórmula imperial. Sin embargo los inexpertos representantes de la mayoría ortodoxa se dejaron engañar, no sólo entraron en comunión con los delegados heréticos, sino que se subscribieron en Nice en Tracia, una fórmula según la cual el Hijo es como el Padre según las Escrituras (se omitió la expresión “en todas las cosas”). En su regreso a Rimini, se encontraron con las protestas unánimes de sus colegas. 
Pero hubo factores que debilitaron la constancia de los obispos ortodoxos, entre ellos: las amenazas del cónsul Tauro, los razonamientos disuasivos de los semiarrianos contra impedir la paz entre Oriente y Occidente por una palabra no contenida en la Escritura y las privaciones y la nostalgia por el hogar. Y los últimos veinte fueron inducidos a firmar cuando Ursacio agregó a la fórmula de Nicea, declarando que el Hijo no es una criatura como las demás. El Papa Liberio, habiendo recobrado su libertad, rechazó la fórmula; la que fue desde entonces repudiada por muchos de los que la habían firmado. En vista del modo apresurado de su adopción y la falta de aprobación de la Santa Sede, no podía tener autoridad. En todo caso, el concilio fue una repentina derrota para la ortodoxia, y San Jerónimo pudo decir: "El mundo entero gimió de asombro al encontrarse arriano".
- Datos: Q1258394